# Dypsis curtisii
Dypsis curtisii är en enhjärtbladig växtart som beskrevs av John Gilbert Baker. Dypsis curtisii ingår i släktet Dypsis och familjen Arecaceae. IUCN kategoriserar arten globalt som starkt hotad. Inga underarter finns listade i Catalogue of Life.